# Aristolochia labiata
Espèce
Classification phylogénétique
Aristolochia labiata est une espèce de plantes à fleurs de la famille des Aristolochiaceae trouvée au Brésil. Elle est utilisée comme plante ornementale.